# Vallois
Vallois ist eine französische Gemeinde mit 124 Einwohnern (Stand 1. Januar 2022) im Département Meurthe-et-Moselle in der Region Grand Est (vor 2016 Lothringen). Sie gehört zum Arrondissement Lunéville und zum Kanton Lunéville-2.

## Geografie
Die Gemeinde liegt etwa 37 Kilometer südöstlich von Nancy im Süden des Départements Meurthe-et-Moselle am Fluss Mortagne. Teile der Gemeinde sind bewaldet. Das größte Waldgebiet ist der Bois du Penot ganz im Süden der Gemeinde. Die Gemeinde besteht aus dem Dorf Vallois und wenigen Einzelgehöften. Nachbargemeinden sind Moyen im Norden und Osten, Magnières im Osten und Süden, Mattexey im Südwesten und Westen, Seranville im Westen sowie Gerbéviller im Nordwesten.

## Geschichte
Die heutige Gemeinde wurde 1189 in der Form Valloys erstmals in einem Dokument der Abtei Beaupré erwähnt. Vallois gehörte zur Vogtei (Bailliage) Lunéville und somit zum Herzogtum Lothringen, das 1766 an Frankreich fiel. Bis zur Französischen Revolution lag die Gemeinde dann im Grand-gouvernement de Lorraine-et-Barrois. Von 1793 bis 1801 war die Gemeinde dem Distrikt Lunéville zugeteilt. Vallois war von 1793 bis 2015 Teil des Kantons Gerbéviller und liegt seit 2015 innerhalb des Kantons Lunéville-2. Seit 1801 ist Vallois zudem dem Arrondissement Lunéville zugeordnet. Die Gemeinde lag bis 1871 im alten Département Meurthe.

## Bevölkerungsentwicklung
| Jahr                       | 1962 | 1968 | 1975 | 1982 | 1990 | 1999 | 2007 | 2019 |
| Einwohner                  | 133  | 111  | 121  | 110  | 141  | 144  | 146  | 158  |
| Quellen: Cassini und INSEE |      |      |      |      |      |      |      |      |

## Verkehr
Vallois liegt nahe bedeutender Verkehrswege. Die 1980 stillgelegte Bahnstrecke von Mont-sur-Meurthe nach Rambervillers führte quer durch das Gemeindegebiet. Sie ist heute ein Radweg. In der Gemeinde Chenevières liegt die nächstgelegene Haltestelle an der Bahnstrecke von Lunéville nach Saint-Dié-des-Vosges. Die Route nationale 59 führt wenige Kilometer östlich der Gemeinde vorbei. Der nächstgelegene Anschluss ist in Saint-Clément. Für den regionalen Verkehr ist die D914, die östlich des Dorfs vorbeiführt.

## Sehenswürdigkeiten
- Kirche Saint-Léonard; Glockenturm aus dem 15., Kirche aus dem 18. Jahrhundert
- Fundstätte aus der Römerzeit im Bois de Lana im Norden der Gemeinde
- Denkmal und Gedenkplatte für die Gefallenen[1][2]

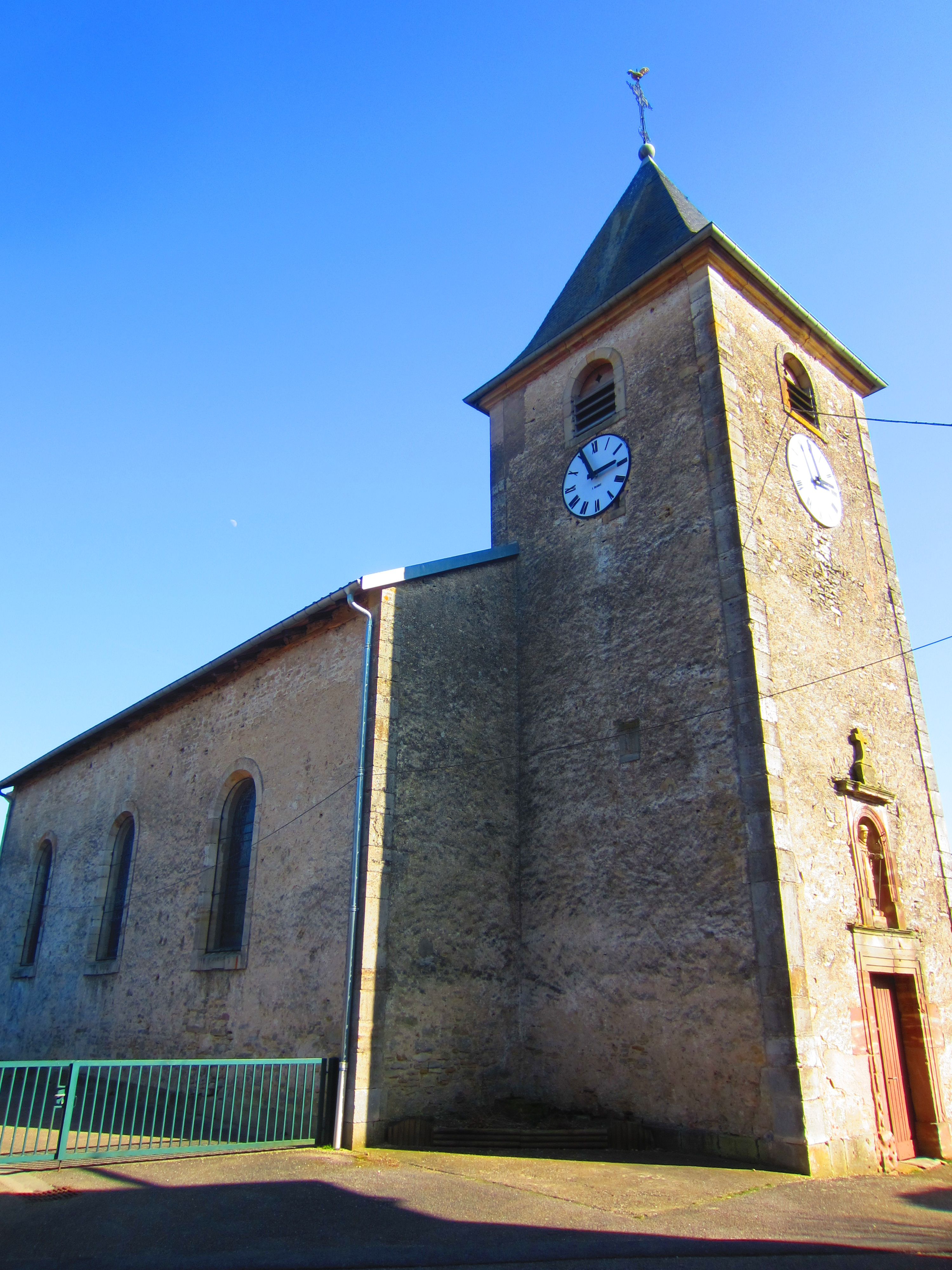
Kirche Saint-Léonard

- zwei Wegkreuze an der Rue Haute